# Ліга чемпіонів УЄФА 2009—2010
Ліга чемпіонів УЄФА 2009–2010 — 55-ий турнір між найкращими клубами європейських країн і 18-ий в теперішньому форматі. Це також перший турнір із новим форматом кваліфікації. Фінал відбувся 22 травня 2010 року на стадіоні «Сантьяго Бернабеу» — домашній арені клубу «Реал» — в Мадриді, Іспанія. Цього року фінал вперше пройшов у суботу.

## Кваліфікація
У Лізі чемпіонів 2009–2010 беруть участь 76 команд із 52 асоціацій УЄФА (Ліхтенштейн не має внутрішнього чемпіонату). Країни отримують право представити певну кількість команд відповідно до їхнього положення в Таблиці коефіцієнтів УЄФА.
Оскільки Барселона, переможець попереднього різіграшу Ліги чемпіонів, кваліфікувалась як переможець внутрішнього чемпіонату, дана квота не використовується. Через це чемпіон із асоціації 13 (Бельгія) почне змагання з групового етапу, чемпіон із асоціації 16 (Швейцарія) — з третього кваліфікаційного раунду, чемпіони зі асоціацій 48 та 49 (Фарери та Люксембург) — із другого кваліфікаційного раунду.
Нижче подано схему кваліфікації команд від асоціацій до Ліги чемпіонів 2009—10:
- Асоціації 1—3 (Іспанія, Англія і Італія) отримали по 4 команди
- Асоціації 4—6 (Франція, Німеччина і Росія) отримали по 3 команди
- Асоціації 7—15 (Румунія, Португалія, Нідерланди, Шотландія, Туреччина, Україна, Бельгія, Греція і Чехія) отримали по 2 команди
- Асоціації 16—53 (окрім Ліхтенштейну) отримали по 1 команді

Перший кваліфікаційний раунд (4 команди)
- 4 чемпіони з асоціацій 50—53

Другий кваліфікаційний раунд (34 команди)
- 2 переможці першого кваліфікаційного раунду
- 32 чемпіони з асоціацій 17—49 (окрім Ліхтенштейну)

Третій кваліфікаційний раунд для чемпіонів (20 команд)
- 17 переможців другого кваліфікаційного раунду
- 3 чемпіони з асоціацій 14—16

Третій кваліфікаційний раунд для нечемпіонів (10 команд)
- 9 команд, що посіли другі місця, з асоціацій 7—15
- 1 команда, що посіла третє місце, з асоціації 6

Раунд стикових матчів для чемпіонів (10 команд)
- 10 переможців третього кваліфікаційного раунду для чемпіонів

Раунд стикових матчів для нечемпіонів (10 команд)
- 5 переможців третього кваліфікаційного раунду для нечемпіонів
- 2 команди, що посіли треті місця, з асоціацій 4 та 5
- 3 команди, що посіли четверті місця, з асоціацій 1—3

Груповий етап (32 команди)
- 5 переможців третього кваліфікаційного раунду для чемпіонів
- 5 переможців третього кваліфікаційного раунду для нечемпіонів
- 13 чемпіонів з асоціацій 1—13
- 6 команд, що посіли другі місця, з асоціацій 1—6
- 3 команди, що посіли треті місця, з асоціації 1—3

| Груповий етап                | Груповий етап | Груповий етап  | Груповий етап |
| ---------------------------- | ------------- | -------------- | ------------- |
| Манчестер Юнайтед            | Інтер         | Баварія Мюнхен | АЗ            |
| Ліверпуль                    | Ювентус       | Рубін          | Рейнджерс     |
| Челсі                        | Мілан         | ЦСКА Москва    | Бешикташ      |
| Барселона                    | Бордо         | Уніря          | Динамо Київ   |
| Реал Мадрид                  | Марсель       | Порту          | Стандард      |
| Севілья                      | Вольфсбург    |                |               |
| Раунд стикових матчів        |               |                |               |
| Чемпіони                     | Нечемпіони    | Нечемпіони     | Нечемпіони    |
|                              | Арсенал       | Фіорентіна     | Штутгарт      |
| Атлетіко Мадрид              | Ліон          |                |               |
| Третій кваліфікаційний раунд |               |                |               |
| Чемпіони                     | Нечемпіони    | Нечемпіони     | Нечемпіони    |
| Олімпіакос                   | Динамо Москва | Селтік         | Андерлехт     |
| Славія Прага                 | Тимішоара     | Сівасспор      | Панатінаїкос  |
| Цюрих                        | Спортінг      | Шахтар         | Спарта        |
|                              | Твенте        |                |               |
| Другий кваліфікаційний раунд |               |                |               |
| Левскі                       | Вісла Краків  | Екранас        | Баку          |
| Стабек                       | Дебрецен      | Шериф          | Тирана        |
| Копенгаген                   | Динамо Загреб | Богеміан       | Пюнік         |
| Ред Булл Зальцбург           | АПОЕЛ         | Македонія      | Актобе        |
| Партизан                     | Марібор       | Гапнарфйордур  | Гленторан     |
| Маккабі Хайфа                | Інтер Турку   | ВІТ Джорджія   | Ріл           |
| Кальмар                      | Вентспілс     | БАТЕ           | ЕБ/Стреймур   |
| Слован                       | Зрінські      | Левадія        | Дюделанж      |
| Перший кваліфікаційний раунд |               |                |               |
| Хіберніанс                   | Сан-Жулія     | Могрен         | Тре Фіорі     |

## Дати жеребкувань і матчів
| Раунд                        | Раунд                        | Дата жеребкування | Перший матч                                 | Другий матч                                 |
| ---------------------------- | ---------------------------- | ----------------- | ------------------------------------------- | ------------------------------------------- |
| Перший кваліфікаційний раунд | Перший кваліфікаційний раунд | 22 червня 2009    | 30 червня-1 липня 2009                      | 7-8 липня 2009                              |
| Другий кваліфікаційний раунд | Другий кваліфікаційний раунд | 22 червня 2009    | 14-15 липня 2009                            | 21-22 липня 2009                            |
| Третій кваліфікаційний раунд | Третій кваліфікаційний раунд | 17 липня 2009     | 28-29 липня 2009                            | 4-5 серпня 2009                             |
| Раунд стикових матчів        | Раунд стикових матчів        | 7 серпня 2009     | 18-19 серпня 2009                           | 25-26 серпня 2009                           |
| Груповий етап                | 1-ий тур                     | 27 серпня 2009    | 15-16 вересня 2009                          | 15-16 вересня 2009                          |
| Груповий етап                | 2-ий тур                     | 27 серпня 2009    | 29-30 вересня 2009                          | 29-30 вересня 2009                          |
| Груповий етап                | 3-ій тур                     | 27 серпня 2009    | 20-21 жовтня 2009                           | 20-21 жовтня 2009                           |
| Груповий етап                | 4-ий тур                     | 27 серпня 2009    | 3-4 листопада 2009                          | 3-4 листопада 2009                          |
| Груповий етап                | 5-ий тур                     | 27 серпня 2009    | 24-25 листопада 2009                        | 24-25 листопада 2009                        |
| Груповий етап                | 6-ий тур                     | 27 серпня 2009    | 8-9 грудня 2009                             | 8-9 грудня 2009                             |
| 1/8 фіналу                   | 1/8 фіналу                   | 18 грудня 2009    | 16-17 та 23-24 лютого 2010                  | 9-10 та 16-17 березня 2010                  |
| Чвертьфінал                  | Чвертьфінал                  | 19 березня 2010   | 30-31 березня 2010                          | 6-7 квітня 2010                             |
| Півфінал                     | Півфінал                     | 19 березня 2010   | 20-21 квітня 2010                           | 27-28 квітня 2010                           |
| Фінал                        | Фінал                        | 19 березня 2010   | 22 травня 2010 на Сантьяго Бернабеу, Мадрид | 22 травня 2010 на Сантьяго Бернабеу, Мадрид |

## Кваліфікаційні раунди
В новому форматі Ліги чемпіонів кваліфікаційні раунди складаються із двох окремих турнірів. В одному беруть участь команди, які стали чемпіонами своїх країн, але не отримали автоматичної кваліфікації в груповий етап, в іншому —команди, які не виграли чемпіонату країни і не отримали автоматичної кваліфікації в груповий етап.
Команди, що програли свої поєдинки в третьому раунді обох кваліфікацій, продовжили змагання в раунді стикових матчів Ліги Європи. Команди, що програють свої поєдинки в раунді стикових матчів, увійдуть до групового етапу Ліги Європи.

### Перший кваліфікаційний раунд
В першому кваліфікаційному раунді брали участь 4 команди. Жеребкування першого кваліфікаційного раунду відбулося 22 червня 2009. Перші матчі першого раунду відбулися 30 червня та 1 липня, матчі-відповіді — 7 та 8 липня 2009.
| Команда 1  | Заг.      | Команда 2 | 1-й матч | 2-й матч |
| ---------- | --------- | --------- | -------- | -------- |
| Тре Фіорі  | 2:2(4:5п) | Сан-Жулія | 1:1      | 1:1      |
| Хіберніанс | 0:6       | Могрен    | 0:2      | 0:4      |

1. ↑  Матч відбувся на стадіоні «Сентенері» в Т'Калі.

### Другий кваліфікаційний раунд
32 команди починали змагання із цього раунду. Також в другому кваліфікаційному раунді брали участь 2 переможці із попереднього раунду кваліфікації. Жеребкування другого кваліфікаційного раунду відбулося 22 червня 2009, одночасно із жеребкуванням першого раунду кваліфікації. Перші матчі пройшли 14 та 15 липня, матчі-відповіді — 21 та 22 липня 2009.
| Команда 1          | Заг.    | Команда 2     | 1-й матч | 2-й матч |
| ------------------ | ------- | ------------- | -------- | -------- |
| Тирана             | 1:5     | Стабек        | 1:1      | 0:4      |
| ВІТ Джорджія       | 1:3     | Марібор       | 0:0      | 1:3      |
| ЕБ/Стреймур        | 0:5     | АПОЕЛ         | 0:2      | 0:3      |
| Копенгаген         | 12:0    | Могрен        | 6:0      | 6:0      |
| Дебрецен           | 3:3 (ч) | Кальмар       | 2:0      | 1:3      |
| Македонія          | 0:4     | БАТЕ          | 0:2      | 0:2      |
| Гапнарфйордур      | 0:6     | Актобе        | 0:4      | 0:2      |
| Пюнік              | 0:3     | Динамо Загреб | 0:0      | 0:3      |
| Вентспілс          | 6:1     | Дюделанж      | 3:0      | 3:1      |
| Екранас            | 4:6     | Баку          | 2:2      | 2:4      |
| Ред Булл Зальцбург | 2:1     | Богеміан      | 1:1      | 1:0      |
| Зрінські           | 1:4     | Слован        | 1:0      | 0:4      |
| Інтер Турку        | 0:2     | Шериф         | 0:1      | 0:1      |
| Ріл                | 0:12    | Партизан      | 0:4      | 0:8      |
| Вісла Краків       | 1:2     | Левадія       | 1:1      | 0:1      |
| Левскі             | 9:0     | Сан-Жулія     | 4:0      | 5:0      |
| Маккабі Хайфа      | 10:0    | Гленторан     | 6:0      | 4:0      |

### Третій кваліфікаційний раунд
В третьому кваліфікаційному раунді чемпіони асоціацій та інші команди змагалися окремо. Жеребкування третього кваліфікаційного раунду відбулося 17 липня 2009. Перші матчі відбулися 28 та 29 липня, матчі-відповіді — 4 та 5 серпня 2009.

#### Чемпіони
3 команди починали змагання з цього раунду в чемпіонській кваліфікації. Також в цьому раунді брали участь 17 переможців із попереднього раунду кваліфікації. Команди, що програли свої поєдинки продовжили змагання в Лізі Європи з раунду стикових матчів.
| Команда 1          | Заг.    | Команда 2     | 1-й матч | 2-й матч |
| ------------------ | ------- | ------------- | -------- | -------- |
| Ред Булл Зальцбург | 3:2     | Динамо Загреб | 1:1      | 2:1      |
| Слован             | 0:4     | Олімпіакос    | 0:2      | 0:2      |
| Цюрих              | 5:3     | Марібор       | 2:3      | 3:0      |
| АПОЕЛ              | 2:1     | Партизан      | 2:0      | 0:1      |
| Шериф              | 1:1 (ч) | Славія Прага  | 0:0      | 1:1      |
| Актобе             | 3:4     | Маккабі Хайфа | 0:0      | 3:4      |
| Баку               | 0:2     | Левскі        | 0:0      | 0:2      |
| Вентспілс          | 2:2 (ч) | БАТЕ          | 1:0      | 1:2      |
| Левадія            | 0:2     | Дебрецен      | 0:1      | 0:1      |
| Копенгаген         | 3:1     | Стабек        | 3:1      | 0:0      |

#### Нечемпіони
10 команд починали змагання з цього раунду в нечемпіонській кваліфікації. Команди, що програли свої поєдинки продовжили змагання в Лізі Європи з раунду стикових матчів.
| Команда 1 | Заг.    | Команда 2     | 1-й матч | 2-й матч |
| --------- | ------- | ------------- | -------- | -------- |
| Спарта    | 3:4     | Панатінаїкос  | 3:1      | 0:3      |
| Шахтар    | 2:2 (ч) | Тимішоара     | 2:2      | 0:0      |
| Спортінг  | 1:1 (ч) | Твенте        | 0:0      | 1:1      |
| Селтік    | 2:1     | Динамо Москва | 0:1      | 2:0      |
| Андерлехт | 6:3     | Сівасспор     | 5:0      | 1:3      |

### Раунд стикових матчів

#### Чемпіони
В цьому раунді брали участь 10 переможців попереднього раунду чемпіонської кваліфікації. Команди, що програли свої поєдинки, продовжили змагання в Лізі Європи з групового етапу.
| Команда 1          | Заг. | Команда 2     | 1-й матч | 2-й матч |
| ------------------ | ---- | ------------- | -------- | -------- |
| Шериф              | 0:3  | Олімпіакос    | 0:2      | 0:1      |
| Ред Булл Зальцбург | 1:5  | Маккабі Хайфа | 1:2      | 0:3      |
| Вентспілс          | 1:5  | Цюрих         | 0:3      | 1:2      |
| Копенгаген         | 2:3  | АПОЕЛ         | 1:0      | 1:3      |
| Левскі             | 1:4  | Дебрецен      | 1:2      | 0:2      |

#### Нечемпіони
5 команд починали змагання з цього раунду в нечемпіонській кваліфікації. Також в цьому раунді брали участь 5 переможців із попереднього раунду кваліфікації. Команди, що програли свої поєдинки, продовжили змагання в Лізі Європи з групового етапу.
| Команда 1    | Заг. | Команда 2       | 1-й матч | 2-й матч |
| ------------ | ---- | --------------- | -------- | -------- |
| Ліон         | 8:2  | Андерлехт       | 5:1      | 3:1      |
| Селтік       | 1:5  | Арсенал         | 0:2      | 1:3      |
| Тимішоара    | 0:2  | Штутгарт        | 0:2      | 0:0      |
| Спортінг     | 3:3  | Фіорентіна      | 2:2      | 1:1      |
| Панатінаїкос | 2:5  | Атлетіко Мадрид | 2:3      | 0:2      |

## Груповий етап
22 команди почали змагання з групового етапу. Також в ньому брали участь 10 переможців кваліфікації (5 команд із чемпіонської та 5 команд із нечемпіонської кваліфікації).
Команди були поділені на 8 груп по 4 команди в кожній. Два переможця із кожної групи пройшли до 1/8 фіналу, команди, які зайняли третє місце в групі, продовжать змагання в Лізі Європи з 1/16 фіналу.
Жеребкування групового етапу відбулося 27 серпня 2009 року в Grimaldi Forum, Монако, перед матчем Суперкубка УЄФА 2009. Цьогорічний розіграш трофею мав 8 дебютантів, які ще жодного разу не виходили до групового етапу Ліги чемпіонів: АЗ, АПОЕЛ, Вольфсбург, Дебрецен, Рубін, Стандард, Уніря та Цюрих.
Єдиний представник України — київське «Динамо» — ввійшло до найсильнішого квартету, оскільки кияни отримали у суперники чемпіона Італії — міланський Інтернаціонале, Іспанії, який є нині діючим чемпіоном турніру та володарем Суперкубка УЄФА 2009, — каталонська Барселона та Росії — казанський Рубін. Таким чином група F єдина, у складі якої всі команди є діючими чемпіонами своїх країн.
| Легенда                                                                       |
| ----------------------------------------------------------------------------- |
| Команди, що пройшли до плей-оф, позначені жирним шрифтом                      |
| Команди, що пройшли до Ліги Європи, позначені жирним курсивом                 |
| Команди, що вибули з подальшої боротьби в цьому сезоні, позначаються курсивом |

### Група A
| М  | Команда       | І | В | Н | П | МЗ | МП | РМ | О  |
| -- | ------------- | - | - | - | - | -- | -- | -- | -- |
| 1. | ' Бордо'      | 6 | 5 | 1 | 0 | 9  | 2  | +7 | 16 |
| 2. | ' Баварія'    | 6 | 3 | 1 | 2 | 9  | 5  | +4 | 10 |
| 3. | Ювентус'''    | 6 | 2 | 2 | 2 | 4  | 7  | −3 | 8  |
| 4. | Маккабі Хайфа | 6 | 0 | 0 | 6 | 0  | 8  | −8 | 0  |

|               | БАВ | БОР | МАК | ЮВЕ |
| ------------- | --- | --- | --- | --- |
| Баварія       | —   | 0:2 | 0:0 | 1:0 |
| Бордо         | 2:1 | —   | 2:0 | 1:0 |
| Маккабі Хайфа | 0:3 | 0:1 | —   | 0:1 |
| Ювентус       | 1:4 | 1:1 | 1:0 | —   |

### Група B
| М  | Команда              | І | В | Н | П | МЗ | МП | РМ | О  |
| -- | -------------------- | - | - | - | - | -- | -- | -- | -- |
| 1. | ' Манчестер Юнайтед' | 6 | 4 | 1 | 1 | 10 | 6  | +4 | 13 |
| 2. | ' ЦСКА Москва'       | 6 | 3 | 1 | 2 | 10 | 10 | 0  | 10 |
| 3. | Вольфсбург'''        | 6 | 2 | 1 | 3 | 9  | 8  | +1 | 7  |
| 4. | Бешикташ             | 6 | 1 | 1 | 4 | 3  | 8  | −5 | 4  |

|                   | БЕШ | ВОЛ | МЮ  | ЦСК |
| ----------------- | --- | --- | --- | --- |
| Бешикташ          | —   | 0:3 | 0:1 | 1:2 |
| Вольфсбург        | 0:0 | —   | 1:3 | 3:1 |
| Манчестер Юнайтед | 0:1 | 2:1 | —   | 3:3 |
| ЦСКА Москва       | 2:1 | 2:1 | 0:1 | —   |

### Група C
| М  | Команда        | І | В | Н | П | МЗ | МП | РМ | О  |
| -- | -------------- | - | - | - | - | -- | -- | -- | -- |
| 1. | ' Реал Мадрид' | 6 | 4 | 1 | 1 | 15 | 7  | +8 | 13 |
| 2. | ' Мілан'       | 6 | 2 | 3 | 1 | 8  | 7  | +1 | 9  |
| 3. | Марсель'''     | 6 | 2 | 1 | 3 | 10 | 10 | 0  | 7  |
| 4. | Цюрих          | 6 | 1 | 1 | 4 | 5  | 14 | −9 | 4  |

|             | МАР | МІЛ | РМ  | ЦЮР |
| ----------- | --- | --- | --- | --- |
| Марсель     | —   | 1:2 | 1:3 | 6:1 |
| Мілан       | 1:1 | —   | 1:1 | 0:1 |
| Реал Мадрид | 3:0 | 2:3 | —   | 1:0 |
| Цюрих       | 0:1 | 1:1 | 2:5 | —   |

### Група D
| М  | Команда            | І | В | Н | П | МЗ | МП | РМ | О  |
| -- | ------------------ | - | - | - | - | -- | -- | -- | -- |
| 1. | ' Челсі'           | 6 | 4 | 2 | 0 | 11 | 4  | +7 | 14 |
| 2. | ' Порту'           | 6 | 4 | 0 | 2 | 8  | 3  | +5 | 12 |
| 3. | Атлетіко Мадрид''' | 6 | 0 | 3 | 3 | 3  | 12 | −9 | 3  |
| 4. | АПОЕЛ              | 6 | 0 | 3 | 3 | 4  | 7  | −3 | 3  |

|                 | АПО | АТЛ | ПОР | ЧЕЛ |
| --------------- | --- | --- | --- | --- |
| АПОЕЛ           | —   | 1:1 | 0:1 | 0:1 |
| Атлетіко Мадрид | 0:0 | —   | 0:3 | 2:2 |
| Порту           | 2:1 | 2:0 | —   | 0:1 |
| Челсі           | 2:2 | 4:0 | 1:0 | —   |

### Група E
| М  | Команда       | І | В | Н | П | МЗ | МП | РМ  | О  |
| -- | ------------- | - | - | - | - | -- | -- | --- | -- |
| 1. | ' Фіорентіна' | 6 | 5 | 0 | 1 | 14 | 7  | +7  | 15 |
| 2. | ' Ліон'       | 6 | 4 | 1 | 1 | 12 | 3  | +9  | 13 |
| 3. | Ліверпуль'''  | 6 | 2 | 1 | 3 | 5  | 7  | −2  | 7  |
| 4. | Дебрецен      | 6 | 0 | 0 | 6 | 5  | 19 | −14 | 0  |

|            | ДЕБ | ЛІВ | ЛІО | ФІО |
| ---------- | --- | --- | --- | --- |
| Дебрецен   | —   | 0:1 | 0:4 | 3:4 |
| Ліверпуль  | 1:0 | —   | 1:2 | 1:2 |
| Ліон       | 4:0 | 1:1 | —   | 1:0 |
| Фіорентіна | 5:2 | 2:0 | 1:0 | —   |

### Група F
| М  | Команда           | І | В | Н | П | МЗ | МП | РМ | О  |
| -- | ----------------- | - | - | - | - | -- | -- | -- | -- |
| 1. | ' Барселона'      | 6 | 3 | 2 | 1 | 7  | 3  | +4 | 11 |
| 2. | ' Інтернаціонале' | 6 | 2 | 3 | 1 | 7  | 6  | +1 | 9  |
| 3. | Рубін'''          | 6 | 1 | 3 | 2 | 4  | 7  | −3 | 6  |
| 4. | Динамо Київ       | 6 | 1 | 2 | 3 | 7  | 9  | −2 | 5  |

|                | БАР | ДИН | ІНТ | РУБ |
| -------------- | --- | --- | --- | --- |
| Барселона      | —   | 2:0 | 2:0 | 1:2 |
| Динамо Київ    | 1:2 | —   | 1:2 | 3:1 |
| Інтернаціонале | 0:0 | 2:2 | —   | 2:0 |
| Рубін          | 0:0 | 0:0 | 1:1 | —   |

### Група G
| М  | Команда     | І | В | Н | П | МЗ | МП | РМ | О  |
| -- | ----------- | - | - | - | - | -- | -- | -- | -- |
| 1. | ' Севілья'  | 6 | 4 | 1 | 1 | 11 | 4  | +7 | 13 |
| 2. | ' Штутгарт' | 6 | 2 | 3 | 1 | 9  | 7  | +2 | 9  |
| 3. | Уніря'''    | 6 | 2 | 2 | 2 | 8  | 8  | 0  | 8  |
| 4. | Рейнджерс   | 6 | 0 | 2 | 4 | 4  | 13 | −9 | 2  |

|           | РЕЙ | СЕВ | УНІ | ШТУ |
| --------- | --- | --- | --- | --- |
| Рейнджерс | —   | 1:4 | 1:4 | 0:2 |
| Севілья   | 1:0 | —   | 2:0 | 1:1 |
| Уніря     | 1:1 | 1:0 | —   | 1:1 |
| Штутгарт  | 1:1 | 1:3 | 3:1 | —   |

### Група H
| М  | Команда       | І | В | Н | П | МЗ | МП | РМ | О  |
| -- | ------------- | - | - | - | - | -- | -- | -- | -- |
| 1. | ' Арсенал'    | 6 | 4 | 1 | 1 | 12 | 5  | +7 | 13 |
| 2. | ' Олімпіакос' | 6 | 3 | 1 | 2 | 4  | 5  | −1 | 10 |
| 3. | Стандард'''   | 6 | 1 | 2 | 3 | 7  | 9  | −2 | 5  |
| 4. | АЗ            | 6 | 0 | 4 | 2 | 4  | 8  | −4 | 4  |

|            | АЗ  | АРС | ОЛІ | СТА |
| ---------- | --- | --- | --- | --- |
| АЗ         | —   | 1:1 | 0:0 | 1:1 |
| Арсенал    | 4:1 | —   | 2:0 | 2:0 |
| Олімпіакос | 1:0 | 1:0 | —   | 2:1 |
| Стандард   | 1:1 | 2:3 | 2:0 | —   |

## Плей-оф
В раундах плей-оф до півфіналу команди грають по два матчі — вдома і навиїзді. Команди, що в групах посіли перші місця, грають із тими, що посіли другі, проте суперник не може бути з тієї ж країни чи групи.

### 1/8 фіналу
Жеребкування першого раунду плей-оф пройшло 18 грудня 2009 року в Ньйоні, Швейцарія. Це був перший розіграш плей-оф, матчі якого проходили протягом чотирьох тижнів із різницею у два тижні між першим матчем та матчем-відповіддю. Перші матчі було зіграно 16, 17, 23 та 24 лютого 2010 року, другі — 9, 10, 16 та 17 березня. Переможці груп проводили другий матч вдома.
| Команда 1      | Заг.    | Команда 2         | 1-й матч | 2-й матч |
| -------------- | ------- | ----------------- | -------- | -------- |
| Штутгарт       | 1:5     | Барселона         | 1:1      | 0:4      |
| Олімпіакос     | 1:3     | Бордо             | 0:1      | 1:2      |
| Інтернаціонале | 3:1     | Челсі             | 2:1      | 1:0      |
| Баварія        | (ч) 4:4 | Фіорентіна        | 2:1      | 2:3      |
| ЦСКА Москва    | 3:2     | Севілья           | 1:1      | 2:1      |
| Ліон           | 2:1     | Реал Мадрид       | 1:0      | 1:1      |
| Порту          | 2:6     | Арсенал           | 2:1      | 0:5      |
| Мілан          | 2:7     | Манчестер Юнайтед | 2:3      | 0:4      |

### Чвертьфінали
Жеребкування фінальних раундів змагання відбулося 19 березня 2010 року. Перші матчі чвертьфіналу були зіграні 30 та 31 березня, другі — 6 та 7 квітня.
| Команда 1      | Заг.    | Команда 2         | 1-й матч | 2-й матч |
| -------------- | ------- | ----------------- | -------- | -------- |
| Ліон           | 3:2     | Бордо             | 3:1      | 0:1      |
| Баварія        | (ч) 4:4 | Манчестер Юнайтед | 2:1      | 2:3      |
| Арсенал        | 3:6     | Барселона         | 2:2      | 1:4      |
| Інтернаціонале | 2:0     | ЦСКА Москва       | 1:0      | 1:0      |

### Півфінали
Жеребкування півфіналу відбулося 19 березня 2010 року. Перші матчі відбулися 20 та 21 квітня, а другі — 27 та 28 квітня.
| Команда 1      | Заг. | Команда 2 | 1-й матч | 2-й матч |
| -------------- | ---- | --------- | -------- | -------- |
| Баварія        | 4:0  | Ліон      | 1:0      | 3:0      |
| Інтернаціонале | 3:2  | Барселона | 3:1      | 0:1      |

### Фінал
Фінал Ліги чемпіонів УЄФА 2009–2010 відбувся 22 травня 2010 року на стадіоні «Сантьяго Бернабеу» — домашній арені клубу «Реал» — в Мадриді, Іспанія.
| 22 травня 2010 20:45 UTC+2 |

| Баварія | 0:2      | Інтернаціонале  |
| ------- | -------- | --------------- |
|         | протокол | Міліто 35', 70' |

| «Сантьяго Бернабеу», Мадрид Арбітр: Говард Вебб, Англія |

| Переможець Ліги чемпіонів УЄФА 2009–2010 |
| ---------------------------------------- |
| Італія                                   |
| Інтернаціонале Третій титул              |